# Karla Micheel Salas Ramírez
Karla Micheel Salas Ramírez (México, D. F., 1980) es una abogada feminista y defensora de los derechos humanos mexicana. Fue presidenta de 2012 a 2014 de la Asociación Nacional de Abogados Democráticos (ANAD), formó parte del Consejo de la organización Nuestras Hijas de Regreso a Casa. Fue una de las abogadas del caso González y otras vs México (Campo Algodonero"), integrándose en la etapa ante la Corte Interamericana de Derechos Humanos, representando a una de las familias.

## Trayectoria
Ha sido reconocida con la medalla Omecíhuatl, entregada por el Mecanismo para el Adelanto de las Mujeres de la Capital mexicana, por su labor en la defensa de los derechos humanos de las mujeres; en 2009 fue considerada por el periódico español “El País” una de las 100 personas más influyentes de Iberoamérica; también recibió,  junto con David Peña Rodríguez, el Premio Europeo de Derechos Humanos 2010, entregado por el Consejo de la Abogacía Europea, por su trabajo en la defensa de los derechos humanos.